# Gordon House (Jamaïque)
Gordon House (ou George William Gordon House) est le lieu de réunion du Parlement de Jamaïque. Il est situé au 81 Duke Street à Kingston, près de l'ancien siège du parlement.
L'édifice sert à la fois au Sénat et à la Chambre des représentants depuis l'indépendance du pays, le 6 août 1962.

## Histoire
Le bâtiment a été construit dans les années 1960. Il a été nommé George William Gordon House en l'honneur et à la mémoire de George William Gordon (en), qui a siégé au Parlement jamaïcain. Gordon a été accusé d'avoir instigué la rébellion de Morant Bay en 1865 et condamné à mort. Auparavant, le Parlement se réunissait au siège de l'Assemblée législative utilisé depuis 1872,.
La construction d'un nouveau bâtiment du parlement devrait commencer au début de 2021, en remplacement de Gordon House. Le nouveau bâtiment sera construit sur le National Heroes Park, directement au nord de Gordon House.

## Salle des séances

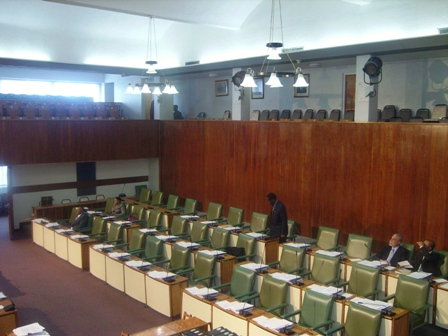
Salle des séances de la Gordon House.

Gordon House ne comporte qu'une seule salle des séances que ce partage les deux chambres du parlement. Les visiteurs sont souvent autorisés lorsque le Parlement n'est pas en session.